# Justiça (DC Comics)
Justiça (Justice, no original) é uma minissérie de histórias em quadrinhos em doze partes, publicada pela DC Comics entre 2005 e 2007. Escrita por Alex Ross e Jim Krueger, com desenhos de Ross e Doug Braithwaite, sua história envolve a equipe de super-heróis conhecida como A Liga da Justiça da América enfrentando a equipe de super-vilões conhecida como a Legião do Mal, motivada por um sonho compartilhado que parece ser uma visão da destruição do planeta.

## Enredo
Vários supervilões começam a ter pesadelos recorrentes onde a Terra é destruída por um Armagedon Nuclear que a Liga da Justiça da América não consegue evitar. Acreditando que o excesso de confiança da equipe em suas próprias habilidades e da fé exagerada que a humanidade tem neles será a sua ruína, eles decidem se unir para destruir a Liga da Justiça e salvar o mundo como entenderem. Homem dos Brinquedos, Espantalho, Hera Venenosa e Capitão Frio ajudam a resolver grandes problemas mundiais, como a fome e deficiências físicas, que transforma a opinião pública contra a Liga da Justiça.
Enquanto isso, Lex Luthor e Arraia Negra capturam Aquaman e levam-no a uma cidade alienígena localizada dentro de uma esfera negra no fundo do mar, onde ele é deixado sob os cuidados de Brainiac. Caçador de Marte o localiza, como Aquaman tem telepaticamente instruído a fauna oceânica para formar linhas visíveis do espaço que apontam para a sua localização. Antes que ele possa libertar Aquaman, o Caçador é emboscado por Gorila Grodd, que o incapacita com um ataque psíquico.
Batman captura o Charada, que havia roubado arquivos secretos sobre os pontos fracos dos membros da Liga da Justiça do Bat-computador, e o aprisiona no Arkham Asylum, mas ele é resgatado por Luthor. No processo, o Coringa descobre que ele não foi convidado para a sociedade secreta de Luthor de supervilões e fica furioso.
Tornado Vermelho finalmente encontra pistas que possam levar à localização do Aquaman, mas é surpreendido por um traidor entre fileiras da Liga da Justiça, que o destrói e dá acesso a computadores a Grodd da Torre de Vigilância e identidades secretas dos seus membros.
Superman é atacado por Metallo, Parasita, Bizarro e Solomon Grundy. Ele emite um pedido de ajuda que o Flash tenta responder, apenas para descobrir que ele foi envenenado por Capitão Frio e está a ser forçado a correr sem parar até que ele morre de exaustão.
Mulher Maravilha é envenenada por Mulher-Leopardo com o sangue de um centauro, e começa a reverter a ela para o barro a partir do qual ela nasceu. O Lanterna Verde é emboscado por Sinestro e teletransportado para o fim do Universo; sem energia suficiente para voltar, Hal transformar-se em energia pura e ele próprio lojas dentro de seu anel de poder, a fim de sobreviver.
Arqueiro Verde e Canário Negro são atacados por Espantalho e Clayface, enquanto Gavião Negro e Mulher-Gavião são surpreendidos por Mestre dos Brinquedos e o Elektron é baleado por Giganta.
Luthor, o Charada, Hera Venenosa e Manta Negra convidam todos os que desejam se juntar a eles para viver em cidades exóticas contidos esferas pretas, secretamente fornecido por Brainiac, que lobotomiza Aquaman.
O Chamado de Superman para a ajuda é respondida pelo Capitão Marvel, que sozinho derrota Metallo, parasita, Bizarro e Solomon Grundy. Marvel Superman é levado a Batcaverna, e descobre que ambos Superman e Batman foram infectados com vermes mecânicos. Esses vermes tinha mente controlada Batman em destruir Tornado Vermelho. Capitão Marvel joga Superman no sol, destruindo os vermes. Eles vão para a Torre de Vigilância para obter algumas respostas, mas ela explode antes que eles possam embarcar. Capitão Marvel e Superman elaboram um plano para salvar o Flash. Marvel utiliza a velocidade da Mercury para recuperar o atraso com o Flash e derruba-lo fora de equilíbrio com o seu raio mágico. O plano quase mata tanto o Capitão Marvel e o Flash, mas Superman é capaz de salvá-los.
O Caçador de Marte recupera o controle de seu corpo e chama Zatanna para ajudar a salvar Aquaman e Tornado Vermelho. Eles recuperam o corpo de Aquaman da cidade de Brainiac e levam-lo ao Dr. Niles Caulder, líder da Patrulha do Destino, que o salva e retorna-lo à vida. Eles recuperam os restos mortais de Tornado Vermelho e do Sentinela destruído e tê-los fixado por Doutor Magnus, líder do Homens de Metal.
De lá, eles alertam Gavião Negro e Mulher Gavião, que tinham derrotado Homem dos Brinquedos, e que seu esconderijo está localizado em Midway City, onde eles descobrem que ele está construindo corpos robóticos para Brainiac, e o Vingador Fantasma resgata Lanterna Verde. Arqueiro Verde, Canário Negro, Elektron, Homem Boracha, Homem Elástico, Metamorpho, os homens de metal e a Patrulha do Destino são todos chamados por Superman para a Fortaleza da Solidão no Ártico.
Batman é encontrado por Mulher Maravilha, que é capaz de devolvê-lo de volta à sanidade com seu laço mágico. Eles capturam Capitão Frio, que revela a verdade: O sonho foi fabricado por Luthor, Brainiac e Grodd para criar uma Legião do Mal e usá-los para destruir a Liga da Justiça. Os vermes mecânicos foram roubados projetos de Dr. Silvana, com base em Mr. Mente poderes 's, e Brainiac lobotomizado Aquaman para descobrir se seu cérebro poderia ser usado para controlar Grodd. Ele não podia, mas lata de seu filho bebê, e Black Manta seqüestra-lo. Adão Negro também se junta cabal de Luthor.
Os Ajudantes dos heróis são infectados pelos vermes e seus entes queridos tem mente raptada e controlada. Eles descobrem que os vermes são realmente transformar-dos seres humanos em robôs como parte do plano de Brainiac de mecanizar o Universo, e atacar a cidade de Luthor para parar seus planos, usando armadura que os protege dos worms.
Depois de uma grande batalha, a maioria dos vilões são derrotados, mas Brainiac, Espantalho, Hera Venenosa, Mulher-Leopardo e Manta Negra fogem. È dado a John Stewart o anel de Hal Jordan e o usa para apagar identidades secretas de mente de todos os heróis e destrói os vermes. Ele devolve o anel para Hal e captura os bandidos restantes e param Brainiac, que assume o controle dos arsenais nucleares da Terra, a fim de trazer o Armagedon nuclear do pesadelo.
Enquanto isso, o Coringa sabota cidades de Luthor e derruba o Espantalho. Aquaman, Mulher-Maravilha e o Elektron assumem rapidamente para baixo Manta, Negra , Mulher-Leopardo e Hera Venenosa, deixando apenas Brainiac para trás.
Depois de uma batalha prolongada, Superman, Tornado Vermelho e Zatanna derrotam o vilão, enquanto a Tropa dos Lanternas Verdes impede o Armagedon nuclear. Luthor, Brainiac e os outros estão presos e Mulher Maravilha é levada para Themyscira, a Ilha Paraíso, onde sua mãe, a Rainha Hippolyta, restaura-la com a ajuda dos Deuses.
Todos retornam ao normal, mas Batman diz a liga da justiça que, um dia, realmente alcançarão a paz mundial. Enquanto isso, em Metropolis, Superman é observado pela Legião dos Super-Heróis do século 31, um futuro utópico, provando que eles vão conseguir um dia.

## Personagens
Apesar apenas um enredo da Liga da Justiça, a série apresenta vários personagens que compõem o Universo DC.

### Liga da Justiça da América
Aqueles que compõem a JLA na história são baseados principalmente na encarnação da equipe vista em 1970, comumente referido como a Liga da Justiça era.
- Superman
- Batman
- Mulher-Maravilha
- Flash
- Lanterna Verde (Hal Jordan)
- Caçador de Marte
- Aquaman
- Arqueiro Verde
- Gavião Negro
- Mulher-Gavião
- Elektron
- Canário Negro
- Capitão Marvel
- Homem Elástico
- Metamorpho
- Vingador Fantasma
- Homem-Borracha
- Tornado Vermelho
- Zatanna

### Outros Heróis
- Patrulha do Destino
- Doutor Magnus
- John Stewart
- Homens de Metal
- Jovens Titãs (que caracteriza sua encarnação na Era de Prata)
- Supergirl
- Mulher-Morcego
- Capitão Marvel Jr.
- Mary Marvel
- Legião dos Super-Heróis
- Mulher-Elástica

### Legião do Mal
A equipe de supervilões não se baseia em qualquer um dos quadrinhos, mas em vez disso com base no grupo vilão dos Super Amigos. Enquanto a formação original é utilizada, outros foram adicionados para a série.
- Bizarro
- Adão Negro
- Arraia Negra
- Brainiac
- Capitão Frio
- Mulher-Leopardo
- Cara-de-Barro
- Giganta
- Gorilla Grodd
- Lex Luthor
- Metallo
- Parasita
- Hera Venenosa
- Charada
- Espantalho
- Sinestro
- Solomon Grundy
- Homem dos Brinquedos

### Outros Vilões
- Coringa
- Duas-Caras
- Doutor Silvana

## Edições conjuntas
Nos Estados Unidos, a série foi coletada em três volumes de capa dura, seguida de uma edição Absolute DC.
- Volume 1 (coleta # 1-4, capa dura, 160 páginas, ISBN 1-4012-0969-6, a DC Comics)
- Volume 2 (coleta # 5-8, capa dura, 160 páginas, ISBN 1-4012-1206-9, a DC Comics)
- Volume 3 (coleta # 9-12, capa dura, 160 páginas, ISBN 1-4012-1467-3, outubro de 2007, a DC Comics)
- Edição Absoluta, (coleta # 1-12, 496 páginas, ISBN 978-1-4012-2415-8, setembro de 2009, a DC Comics)

No Brasil
Foi lançada entre 2007 e 2008 como minissérie de doze partes. Posteriormente, a Panini Comics reuniu em uma edição em capa dura:
- Justiça - Edição Definitiva (Justice # 1-12, capa dura, 19,5 x 30 cm, 488 páginas, ISBN 978-8565484336, 2013.)[2]

## Outros meios
A DC Direct lançou uma linha de figuras de ação com base na mini-série, que incluem figuras de Superman, Batman, Mulher Maravilha, Flash, Hal Jordan, Caçador de Marte, Aquaman, Tornado Vermelho , Homem Elástico, Gavião Negro , John Stewart, Supergirl, Batgirl , Capitão Marvel, Canário Negro, Lex Luthor, Brainiac, Mulher-Leopardo, Arraia Negra, Bizarro, Hera Venenosa, Coringa, Capitão Frio, Homem dos Brinquedos, Solomon Grundy, Espantalho, Parasita, Sinestro, Gorila Grodd, Zatanna e Adão Negro.